# Cratere Labria
Labria  è un cratere sulla superficie di Marte.